# Rockers de Cleveland
Les Rockers de Cleveland (en anglais : Cleveland Rockers) sont une ancienne franchise féminine de basket-ball américaine appartenant à la WNBA. Elle faisait partie des huit franchises originelles de la ligue

## Histoire
Fondés avec l’apparition de la WNBA, les Rockers de Cleveland appartiennent à Gordon Gund, le patron des Cavaliers de Cleveland. Mais malgré des premières saisons encourageante, notamment une finale de conférence perdue face au Liberty de New York en 2000, la franchise disparaît en 2004, la Gund Arena Company refusant de payer plus. Linda Hill-MacDonald entraîne l’équipe pendant les trois premières saisons, remplacée ensuite par Dan Hughes.
La presse annonce en février 2025 que la WNBA annoncerait en mars la refondation de la franchise à compter de la saison WNBA 2028

## Joueuses appartenant au Hall of Fame
- Lynette Woodard

## Joueuses célèbres
- Isabelle Fijalkowski
- Eva Němcová
- Lynette Woodard
- Lucienne Berthieu-Poiraud
- LaToya Thomas
- Betty Lennox
- Ann Wauters